# Campiglossa aesia
' = "COL"/>